# Pucklechurch
Pucklechurch är en ort och civil parish i Storbritannien.   Den ligger i kommunen South Gloucestershire och riksdelen England, i den södra delen av landet, 160 km väster om huvudstaden London. Pucklechurch ligger 113 meter över havet och antalet invånare är 2 612.
Terrängen runt Pucklechurch är huvudsakligen platt, men söderut är den kuperad. Terrängen runt Pucklechurch sluttar västerut. Runt Pucklechurch är det tätbefolkat, med 476 invånare per kvadratkilometer. Närmaste större samhälle är Bristol, 11,8 km väster om Pucklechurch. Trakten runt Pucklechurch består i huvudsak av gräsmarker.